# 2020 (ヴァンデンバーグのアルバム)
『2020』は、オランダのハードロック・バンド、ヴァンデンバーグが2020年に発表した通算4作目のスタジオ・アルバム。日本で先行発売された。ヴァンデンバーグ名義の新作アルバムとしては、『アリバイ』以来、約35年ぶりとなる。

## 背景
バンドの中心人物であるギタリスト、エイドリアン・ヴァンデンバーグは、2014年に「ヴァンデンバーグズ・ムーンキングス」名義のデビュー・アルバムで17年ぶりにハードロック・シーンに復帰し、2017年には同バンドの2作目『MK II』もリリースしている。
今回の再結成では、オリジナル・メンバーはエイドリアン一人だけで、ロニー・ロメロ（元リッチー・ブラックモアズ・レインボー）、ランディ・ファン・デル・エルセン、コーエン・ヘルフストといった新メンバーが迎えられた。なお、ロメロはエイドリアンが在籍していたホワイトスネイクのアコースティック・ライブ・アルバム『スターカーズ・イン・トーキョー〜アコースティック・ライヴ・イン・ジャパン』に衝撃を受け、ボーカリストを志したという。「バーニング・ハート2020」は、バンドのデビュー作『ネザーランドの神話』（1982年）収録曲のリメイクで、この曲のみ「ヴァンデンバーグズ・ムーンキングス」のリズム・セクションを務めたセム・クリストフェルとマルト・ナイエン・エスが参加した。本作のプロデューサーには、過去にアリス・クーパーやロブ・ゾンビ等の作品を手がけたボブ・マーレットが起用された。

## 反響・評価
母国オランダでは、2020年6月6日付のアルバム・チャートで初登場2位を記録するヒットとなるが、レディー・ガガの『クロマティカ』に1位獲得を阻まれる結果となった。スイスのアルバム・チャートでは2週トップ100入りし、最高11位を記録した。
山崎智之は本作のライナーノーツにおいて、ヴァンデンバーグズ・ムーンキングス名義の作品で表れていたブルージーな側面は抑えめと指摘し、「それよりもハード・ロックのダイナミズム、天性のメロディ・センス、欧州のメランコリックな憂いを前面に押し出して、ファンの求める"ヴァンデンバーグ像"を見事なまでに具現化させている」と評している。

## 収録曲
全曲ともエイドリアン・ヴァンデンバーグ作。
1. シャドウズ・オブ・ザ・ナイト - "Shadows of the Night" - 3:39
2. フレイト・トレイン - "Freight Train" - 3:45
3. ヘル・アンド・ハイ・ウォーター - "Hell and High Water" - 4:52
4. レット・イット・レイン - "Let It Rain" - 3:35
5. ライド・ライク・ザ・ウィンド - "Ride Like the Wind" - 4:03
6. シャウト - "Shout" - 3:39
7. シットストーム - "Shitstorm" - 4:37
8. ライト・アップ・ザ・スカイ - "Light Up the Sky" - 3:47
9. バーニング・ハート2020 - "Burning Heart 2020" - 4:33
10. スカイフォール - "Skyfall" - 5:36

## 参加ミュージシャン
- ロニー・ロメロ - ボーカル
- エイドリアン・ヴァンデンバーグ – ギター
- ランディ・ファン・デル・エルセン – ベース
- コーエン・ヘルフスト - ドラムス

ゲスト・ミュージシャン
- ボブ・マーレット - キーボード
- ルディ・サーゾ - ベース
- ブライアン・ティッシー - ドラムス
- セム・クリストフェル - ベース(on #9)
- マルト・ナイエン・エス - ドラムス(on #9)